# Inspection générale d'État (Mauritanie)
Pour les articles homonymes, voir IGE.
L'Inspection Générale d'État (IGE) de la Mauritanie a été créée en 2005.
C'est une institution administrative supérieure de contrôle, directement placée sous la tutelle du Premier ministre. L'IGE est chargée de s'assurer, pour le compte du gouvernement, de la bonne gouvernance et de la bonne gestion des ressources publiques.

## Organisation
L'IGE a été créée par le décret n°122/2005 qui fixe son organisation et les modalités de son fonctionnement.
Dirigée par un Inspecteur Général, l'IGE est placée sous l'autorité du Premier ministre. L’inspecteur Général est secondé par un collège d’Inspecteurs Généraux Adjoints.
Les inspecteurs intègrent l'IGE par un arrêté du Premier ministre. Ils ne sont pas constitués en un corps. Depuis sa création, l'IGE a intégré des inspecteurs aux profils divers: experts comptables, financiers, économistes, fiscalistes.

## Objectifs
L'IGE est investie d'une mission générale et permanente d'investigation. 
D'après le décret portant sa création, les objectifs de l'IGE sont les suivants : 
- promouvoir la bonne gestion des affaires publiques, la lutte contre la corruption et contre les infractions à caractère économique ;
- promouvoir la bonne gouvernance et l'amélioration des performances des administrations publiques et ses relations avec les usagers ;
- évaluer les politiques et programmes publics afin d'en accroître le rendement et les résultats attendus ;
- promouvoir la reddition des comptes et l'imputabilité dans la gestion des affaires publiques, à travers notamment la recherche et la constatation des infractions en matière de gestion, et leur sanction effective.

## Missions
Pour atteindre ses objectifs, l'IGE exerce plusieurs compétences, définies par le décret de 2005 :
- contrôler l'organisation et le fonctionnement administratif, financier et comptable de tous les services publics de l'État, des collectivités locales, des établissements publics, des sociétés à capitaux publics et des organismes privés bénéficiant du concours financier de l'État ;
- procéder aux études et audits pour déterminer l'état des lieux des services ou secteurs gérés ;
- apprécier la qualité de l'organisation et du fonctionnement de ces services, la manière dont ils sont gérés et leurs résultats financiers ;
- vérifier l'utilisation des crédits publics et la régularité des opérations de recette et de dépense des entités contrôlées ;
- donner son avis sur les questions soumises par le Premier ministre et proposer toutes mesures utiles pour simplifier et améliorer la qualité de l'administration, abaisser ses coûts de fonctionnement et accroître son efficacité.

## Fonctionnement
L'IGE est un outil de contrôle administratif, sous la tutelle du pouvoir exécutif. 
Ses programmes et rapports sont destinés uniquement au Premier Ministre et Président de la République.

### Programme annuel
L'IGE effectue ses contrôles en veillant sur le respect des droits des personnes contrôlées, ainsi qu’au respect des lois et règlements en vigueur. 
Les missions sont initiées selon trois possibilités :
- Un programme annuel librement établi par l’IGE ;
- Une saisine du Premier Ministre ou du Président de la République ;
- Une plainte d’un usager du service public.

À la fin de l’année, un rapport bilan est établi par l’IGE, il met en exergue :
- les structures contrôlées ;
- la typologie des irrégularités relevées ;
- la situation des préjudices, y compris le recouvrement ;
- les recommandations pour impulser la bonne gouvernance.

### Missions de contrôles spécifiques
Les différentes missions d’inspections conduites permettent, entre autres, d’identifier les différents types de malversations auxquelles l’Administration mauritanienne se trouve exposée. 
À cet effet, des recommandations sont, à chaque fois, formulées à l’attention des structures contrôlées. Ces différents contrôles servent également à l'évaluation les préjudices financiers causés à l'État et au reversement de fonds détournés dans les caisses de l’État, en plus de la restitution de biens matériels. 
En outre, le traitement des dossiers de plaintes soumises à l’IGE par des personnes physiques ou morales permet le rétablissement des plaignants dans leurs droits ou, le cas échéant, leur information des résultats des investigations pour les éclairer sur la situation de leurs dossiers. 
Les typologies des missions exécutées par l’IGE sont des missions de :
- contrôle des dépenses ;
- contrôle des recettes ;
- audits organisationnels ;
- évaluation du Service public ;
- missions Transversales ;
- missions d’Audits diverses ;
- évaluation des politiques publiques d’un secteur vital de l’économie ;
- suivi des recommandations des missions réalisées.

### Modalités de contrôle
Le contrôle effectué par l'IGE se fait sur pièce et sur place.  
L’exécution, proprement dite d’une mission se déroule suivant les étapes ci-après :
- Ordre de mission de l’Inspecteur Général d’État qui définit les contours de la mission et désigne le ou les inspecteurs généraux d’État chargés de la mission. Cet ordre de mission vient exécuter un programme d’action préétabli ou une orientation des autorités compétentes ;
- Les investigations : cette phase comprend tout le travail de collecte et d’exploitation des différentes données et constats des faits. Il est fait appel, le plus souvent, à l’assistance d’experts dans des domaines précis.
- Le rapport provisoire : une fois les investigations achevées, la mission établit un rapport provisoire de mission portant sur ses constats et recommandations ;
- La contradiction : le rapport provisoire ainsi établi est transmis aux personnes contrôlées afin de s'enquérir de leurs observations à son sujet. Un délai raisonnable leur est fixé à cet effet ;
- Le rapport définitif : il résulte d’une mise au point du rapport provisoire effectuée à la suite de la prise en compte des réponses des personnes contrôlées sur les observations provisoires de la mission. Le projet de rapport définitif est soumis à un comité de lecture afin de statuer sur sa forme définitive.

### Traitement des malversations
Qu'il s'agisse de corruption, détournement de fonds, mauvaise gestion ou malversation, l'IGE n'a aucun mandat juridique pour sanctionner les infractions. Elle transmet ses rapports à l'exécutif qui peut décider des sanctions administratives ou saisir la justice. Les inspecteurs, qui ne sont pas assermentés, peuvent être appelés à la barre mais comme simples témoins.
En cas de détournement, l'IGE rédige une mise en demeure de remboursement, confiée à la Direction Générale de la Lutte contre la Criminalité Economique et Financière (DGLCCEF). C'est cette dernière qui sera chargée de la transmettre à la personne mise en cause et d'en assurer le suivi. Les remboursements sont effectués sur un compte dédié, au niveau du Trésor public.

### Liens avec les autres institutions de contrôle
L'IGE ayant, dans les textes, préséance sur les autres corps de contrôle administratif, elle reçoit copie des rapports de l'Inspection Générale des Finances et des inspections départementales. 
L'IGE a également la possibilité d'effectuer des missions de contrôle conjointes avec les autres corps de contrôle administratif.
En cas de constat de fautes de gestion, l'IGE peut recommander la transmission du dossier à la Cour des Comptes, qui dispose d'un mandat juridique lui permettant de sanctionner de telles irrégularités.